# Vedi (ort)
Vedi är en ort i Armenien.   Den ligger i provinsen Ararat, i den centrala delen av landet, 30 kilometer sydost om huvudstaden Jerevan. Vedi ligger 909 meter över havet och antalet invånare är 12 192.
Terrängen runt Vedi är kuperad åt nordost, men åt sydväst är den platt. Närmaste större samhälle är Ararat, 9,3 kilometer söder om Vedi. 
Trakten runt Vedi består i huvudsak av gräsmarker. Runt Vedi är det ganska tätbefolkat, med 155 invånare per kvadratkilometer.